# Rhabdoweisia alpestris
Rhabdoweisia alpestris là một loài rêu trong họ Rhabdoweisiaceae. Loài này được (Wahlenb.) Loeske mô tả khoa học đầu tiên năm 1910.